# Steatoda badia
Steatoda badia là một loài nhện trong họ Theridiidae.
Loài này thuộc chi Steatoda. Steatoda badia được Carl Friedrich Roewer miêu tả năm 1961.